# Szilassy József (koronaőr)
Szilasi és pilisi Szilassy József (Losonc)-Tugár, 1755. március 8. – Pest, 1836. július 2.) közélelmezési felügyelő, főispán, koronaőr, hétszemélynök, valóságos belső titkos tanácsos. Szilassy József helytartósági tanácsos apja.

## Élete
Tanulmányait a losonci, pozsonyi és sárospataki iskolákban befejezve, jogi gyakorlatát mint patvarista, 1774-ben Nógrád vármegyében  Balogh Péter vezetése alatt kezdte meg, s 1776-ban Ambrózy György nevezetes táblai ügyvéd oldalán folytatta. 1778-ban az ügyvédi vizsgát és esküt letette és 1780 szeptemberéig táblai perek előmozdításában dolgozott. Hivatalos pályáját Nógrád vármegyében kezdte meg mint alszolgabiró, azután főjegyző, majd 1795-ben a királyi táblához bíróvá, s ott folytonos előhaladásban, már két év múlva országbírói, azután nádori ítélőmesterré nevezték ki, s 1819 novemberéig, 24 éven át szolgált. Hat rendbeli országgyűlésen több fontos országos küldöttségben részt vett. 1819-ben nyugalmasabb bírói hivatalra, a hétszemélyes táblához léptették elő, azután pedig 1824-ben Zemplén és 1828-ban Torna vármegyék kormányzásával bízták meg mint főispánt. Hűséges szolgálatai jutalmául 1804-ben losonc-tugári birtokára új királyi adománylevelet s vásártartási kiváltságot kapott; országos kitüntetésül pedig a Magyar Királyi Szent István-rendet és a belső titkos tanácsosi méltóságot nyerte el és az 1832–36-iki országgyűlés koronaőrré is választotta, és báróságra is emelkedett. A református egyház buzgó szolgálatában már 1810-től kezdve egészen haláláig a Dunántúli Református Egyházkerület főgondnokságát viselte és főként hittársai előtt köztiszteletben állott.